# Karolina Szczygieł-Głód
Karolina Szczygieł-Głód (ur. 1 lutego 1996 w Nowym Sączu) – polska siatkarka grająca na pozycji rozgrywającej, reprezentantka Polski kadetek. Zdobywczyni złotego medalu na Mistrzostwach Europy Kadetek w 2013 roku.

## Sukcesy klubowe
Orlen Liga:
- 2017

I liga:
- 2022[3]

## Sukcesy reprezentacyjne
Mistrzostw Europy Wschodniej EEVZA:
- 2012

Mistrzostwa Europy Kadetek:
- 2013

## Nagrody indywidualne
- 2013: Najlepsza rozgrywająca turnieju eliminacyjnego do Mistrzostw Europy Kadetek